# لیندزی (نبراسکا)
لیندزی(به انگلیسی: Lindsay) شهری در ایالت نبراسکا کشور ایالات متحده آمریکا است که جمعیت آن در سرشماری سال ۲۰۱۰ میلادی، ۲۵۵ نفر بوده‌است.